# Portrait de Lucanie
Le Portrait de Lucanie est un tableau découvert en 2008 en Basilicate (Italie) et représentant un homme âgé et barbu. L'origine et l'identité de cette œuvre sont actuellement débattues. Quelques spécialistes estiment qu'il pourrait s'agir d'un autoportrait de Léonard de Vinci, mais aucun expert de renom ne l'a reconnu comme tel. 
Remarqué en 1898, il avait été écarté de l'opus du maître et considéré comme le travail d'un de ses admirateurs. 
Il est actuellement exposé au Museo delle Antiche Genti di Lucania (Musée des peuples antiques de la Lucanie) à Vaglio Basilicata.

## Origine de la découverte
Le tableau a été découvert en 2008 par Nicola Barbatelli, directeur du Museo delle Antiche Genti di Lucania : il se trouvait dans les collections privées d'une famille d'Acerenza, un village situé près de Potenza en Basilicate. La famille des propriétaires, qui a demandé à garder l'anonymat, a toujours pensé que ce portrait représentait Galilée. Barbatelli pense y reconnaître un autoportrait de Léonard de Vinci, et le nomme Autoportrait présumé de Lucanie, d'après l'ancien nom de la Basilicate.

## Description

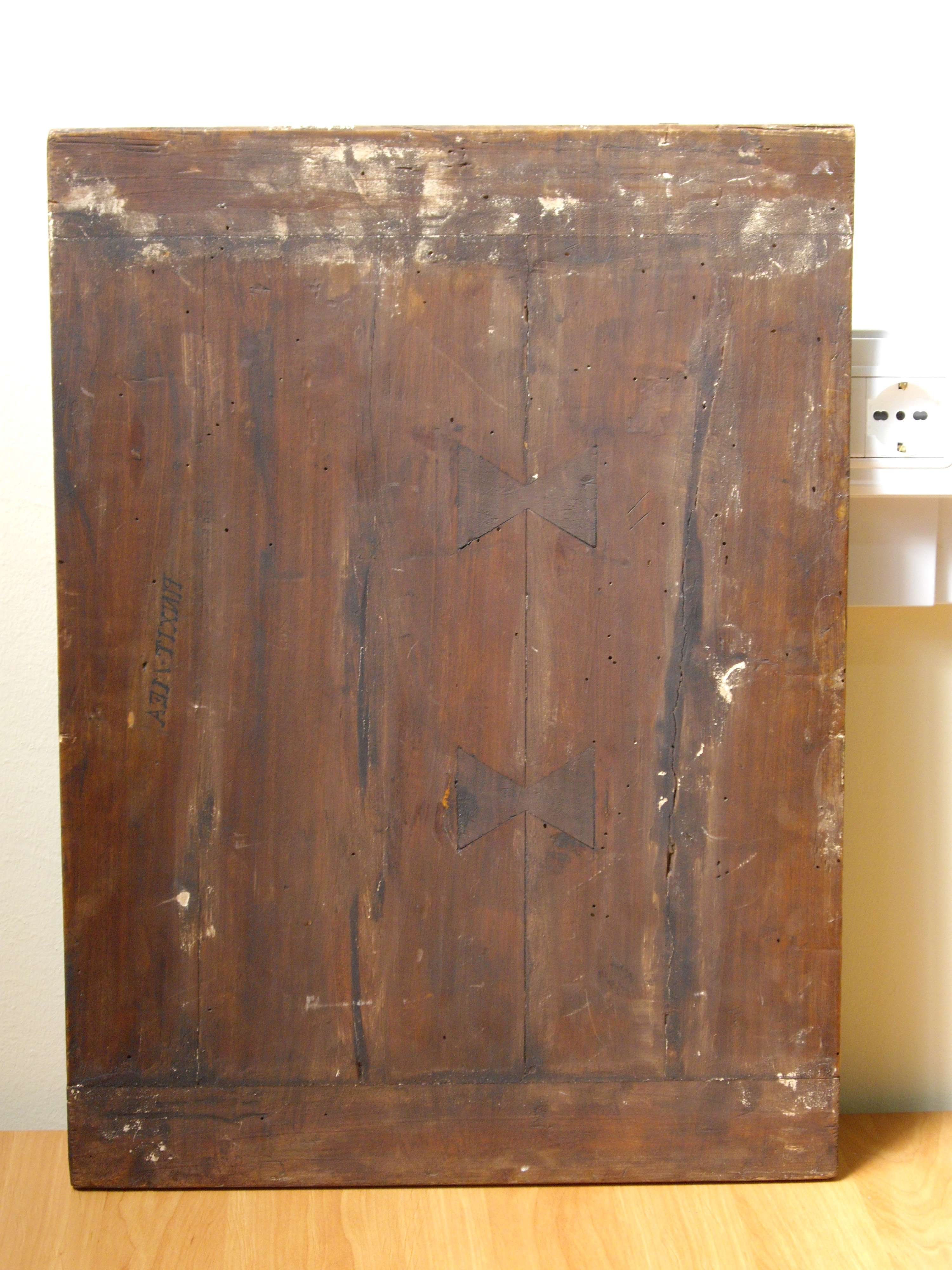
Surface arrière du panneau sur lequel le portrait a été peint. Planches assemblées chant sur chant à plat-joint, par clés à queues-d'aronde

Le tableau est exécuté à la tempera grassa sur un panneau de bois en peuplier  de dimension 60 × 40 cm. Il représente le portrait d'un homme aux vêtements sombres, portant un chapeau noir au rebord retourné. La peau de l'homme est pâle, ses yeux sont bleus, ses cheveux et sa barbe sont gris. Le personnage est placé contre un fond monochrome grisâtre, éclairé par la gauche, illuminant ainsi le côté droit du modèle et projetant une ombre à travers le côté gauche. Le regard fixe du personnage est tourné vers le spectateur.
Le panneau se divise en deux sections principales verticales de bois aux longueurs inégales et liées par deux clés à queue-d'aronde encadrées. Le haut et le bas du panneau se composent de deux sections étroites et horizontales en bois. Ces sections contiennent des assemblages à onglet se chevauchant à moitié sur les parties verticales, visibles sur la surface avant du panneau. L'inscription PINXIT MEA est peinte à l'arrière du panneau. Elle est écrite en lettres majuscules romanes, « en miroir ». L'inscription est alors inversée et se lit de gauche à droite. L'inscription à l'arrière gauche du panneau est verticale plutôt qu'horizontale.
L'image sur le panneau est peinte à l'aide d'un mélange d'œuf et d'huile sur une surface de gesso blanc qui est visible sur les zones abîmées et sur certaines zones à l'arrière du panneau. La surface du tableau est abîmée sous l'assemblage principal et dans plusieurs autres endroits. Il y a plusieurs zones abîmées sur la surface de la peinture dont une avec deux traces à l'avant. L'une de ces traces s'étend du nez au coin de l'œil et jusqu'au bord de son chapeau. L'autre s'étend de son nez à sa pupille.
Il est évident que l'œil gauche et la joue, et probablement la bouche du personnage ont été repeints. Une petite plume arrondie décore le chapeau, ce qui est un ajout évident.

## Analyses

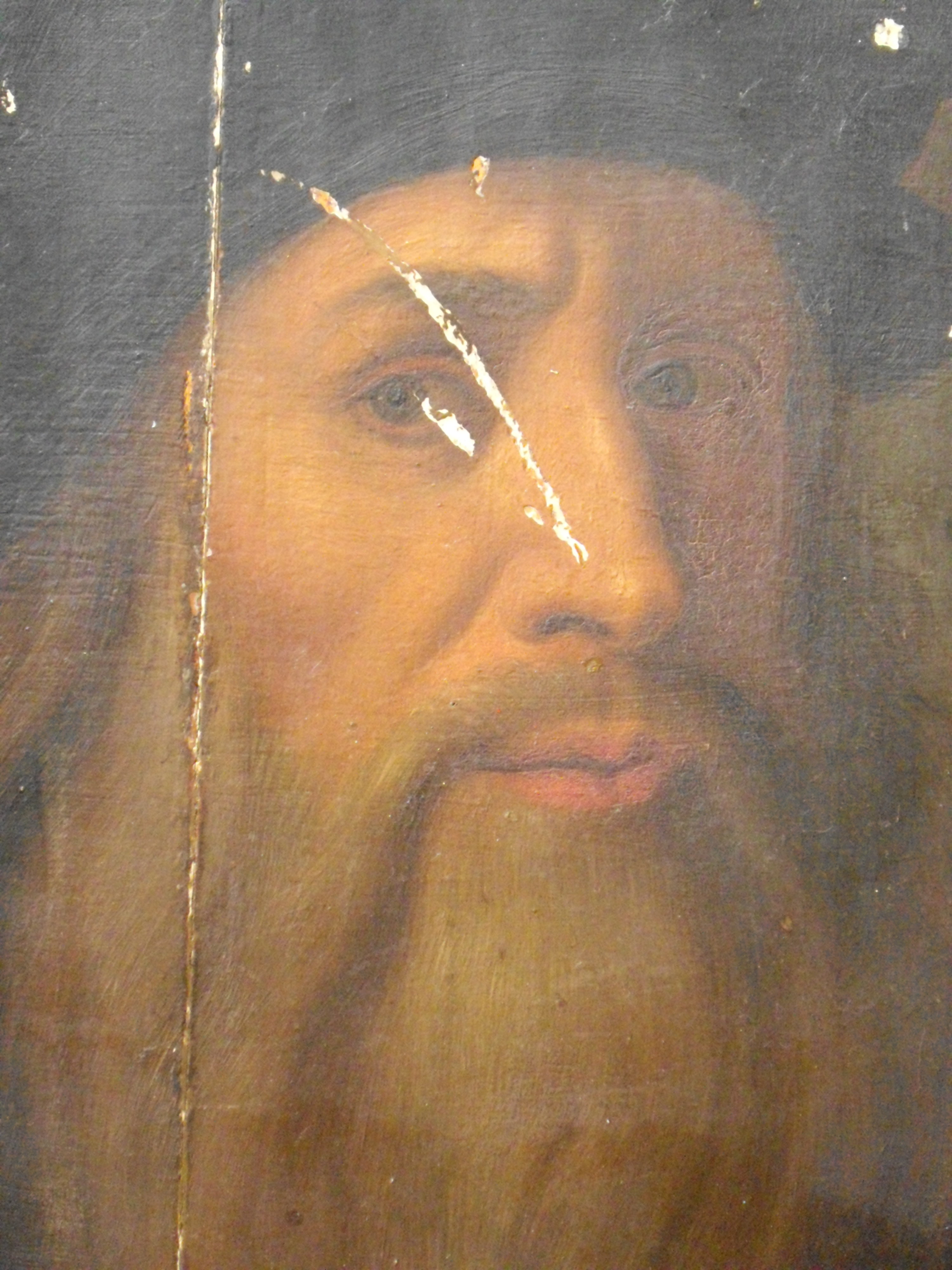
Détails de la peinture avec les craquelures, dommages et couches de peintures supplémentaires

Après sa découverte par Barbatelli, le tableau a fait l'objet d'une première étude par Alessandro Vezzosi, directeur du Museo Ideal Leonardo da Vinci à Vinci, qui a confirmé que le tableau date  de l'époque Renaissance. En février 2009, Vezzosi est chargé de rechercher si la peinture est l'œuvre de l’artiste Cristofano dell'Altissimo, qui a produit de nombreux portraits d'hommes célèbres, travaux commissionnés par Cosme Ier de Toscane. Vezzosi finit par contredire l'hypothèse d'un tableau peint par dell'Altissimo.
Selon l'expert Peter Hohenstatt de l'université de Parme, auteur d'une biographie de Léonard (2000), ce portrait correspond à celui répertorié par Domenico Romanelli (1756-1819) dans son ouvrage Napoli antica e moderna publié en 1815 : Romanelli le situe à cette époque dans les collections du Palazzo Baranello à Cedronia (actuelle banlieue de Naples) appartenant à la famille Russo. Une gravure exécutée en 1817 par Raffaello Morghen semble reliée à ce tableau signalé par Romanelli. Le problème est que, en 1898, Eugène Müntz l'attribue non pas au maître mais à Bartolomeo Schedoni, proche de Sisto Badalocchio, ou bien à un imitateur du Corrège, ce que ne remet pas en doute Adolf Rosenberg en 1903. 
Par ailleurs, ce portrait présente des ressemblances troublantes avec plusieurs représentations du maître, soit exécutées par lui (dessins), soit par ses contemporains, dont le fameux portrait posthume de Léonard par Cristofano dell'Altissimo présent à la Galerie des Offices (Florence), lequel s'inspire du portrait réalisé à la craie rouge par Francesco Melzi (château de Windsor). 
La presse britannique s'empare de l'affaire en 2009 et conclut, un peu vite, à l'attribution à Léonard,. En mai 2010, la presse belge fait de même tout en s'avouant prudente. En février 2009, quelques mois après la découverte de la peinture, le quotidien The Times cite à tort Vezzosi, déclarant qu'il avait exclu la possibilité que le travail soit « un autoportrait peint par Léonard de Vinci lui-même » et que l'examen de l’inscription pinxit mea au dos du tableau ne serait en fait « qu'un ajout postérieur ». En 2011, Vezzosi se justifia en déclarant : « Nous devons découvrir la date exacte de ce portrait. J'ai exclu la possibilité d'un autoportrait peint par Léonard de Vinci lui-même. Cependant, le portrait d'Acerenza est intéressant car il ajoute une pièce supplémentaire au puzzle de Léonard de Vinci. Nous avons ici un Léonard de Vinci âgé et aux yeux bleus ».
Le conseil municipal de Vaglio Basilicata a financé une recherche faite par une équipe de scientifiques, dont plusieurs n'étaient pas des spécialistes de l'art. Ces scientifiques  devaient signaler toute preuve pouvant témoigner de l'attribution réelle ou fictive de ce tableau à Léonard de Vinci. Le collège d'experts penchant pour l'attribution à Léonard est composé de : Peter Hoehnsttatt (Université de Parme),  Alessandro Tomei (Université de Chieti-Pescara), Maria Cristina Paoluzzi (Université de Chieti et Milan), Jan Royt (Université Charles (Prague), David Bershad (Université de Calgary) et Orest Kormashov (Université de Tallinn). 
En 2010, Barbatelli, Bershad, Hohenstatt, et Felice Festa, professeur d'orthodontie et de gnathologie à l'université de Chieti, tiennent une conférence durant laquelle ils présentent leur découverte pour soutenir la thèse de l’attribution de ce tableau à Léonard de Vinci. Les résultats des détails stylistiques du tableau, ou de la comparaison stylistique avec des travaux célèbres de Léonard de Vinci ou d'autres peintres célèbres ne sont pas disponibles, et on ne sait pas si de telles recherches ont été réalisées.
Un premier nettoyage a été effectué par le professeur Giancarlo Napoli de l'université Sœur-Ursule-Benincasa de Naples et a révélé des micro-fissures présentes à la surface de la peinture qui ne peuvent être reproduites artificiellement et qui remontent sans doute à la Renaissance. Des recherches plus approfondies ont été effectuées par un corps de spécialistes de différents domaines incluant l'Innova, le Circe, l'université de Naples, le Conseil national de la recherche (Italie) et l'université Sœur-Ursule-Benincasa.
Le centre de recherches Innova de l'université de Naples - Frédéric-II, dont le directeur est le professeur Terrasi, a recherché les propriétés physiques du tableau (incluant le type de bois utilisé, les pigments utilisés, etc.) et en identifiant les zones restaurées. Gaetano Di Pasquale de l'université de Naples a confirmé que le bois du panneau est du peuplier, un bois commun en Italie. Selon la datation par le carbone 14, il y a 64 % de chances pour que le bois du panneau date de 1459 à 1523, le plaçant à la même époque que Léonard de Vinci (1452-1519). Les pigments ont été recherchés en utilisant l'analyse dispersive en énergie (procédé EDXRF). Les zones non restaurées contiennent des pigments qui sont, selon cette technique, compatibles avec l'époque du panneau. Ces mêmes zones non restaurées n'ont pas montré de traces de pigments modernes. Cependant, selon ces recherches, la plume, qui fait partie des repeints, a été peinte à l'aide d'un pigment à base de titane « moderne » qui n'a pas été utilisé dans les autres parties de la peinture.

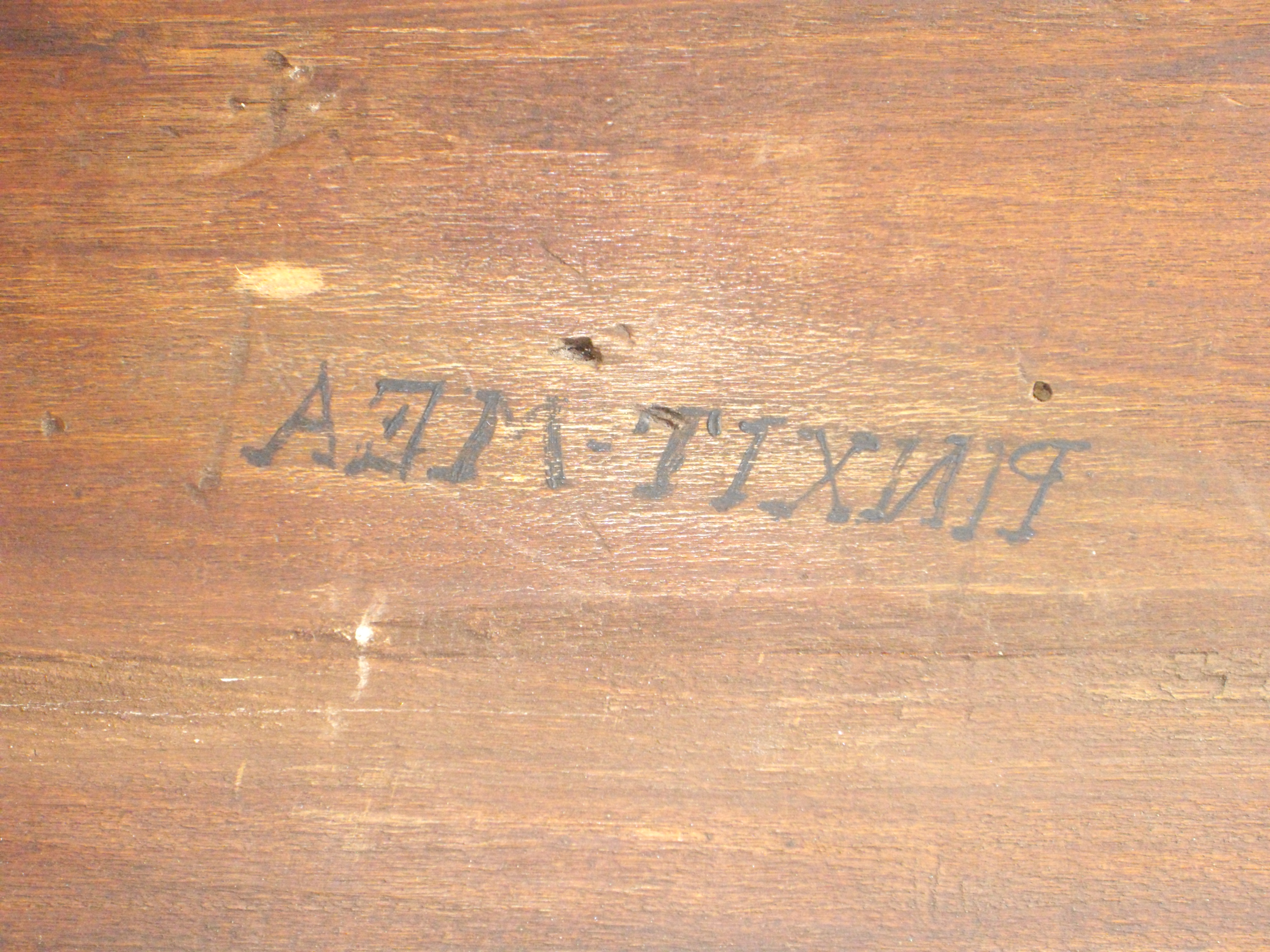
Inscription PINXIT MEA située au dos du tableau.

La peinture a été examinée à l'aide d'un microscope à force de résonance magnétique ayant une résolution de 100 μm par Hector Sarno (Innova) afin d'établir une carte magnétique de la peinture et de révéler les inscriptions illisibles. Le nettoyage de l'arrière du tableau a montré que l'inscription à l'envers PINXIT MEA a été écrite en encre métallo-gallique, une encre habituellement utilisée par Léonard de Vinci. Une analyse de l'écriture manuelle faite par la graphologue Silvana Iuliano, a révélé une compatibilité avec l'écriture utilisée par Léonard de Vinci, entre autres dans le Codex Atlanticus .
Une analyse du tissu mou utilisé à l'arrière du tableau a été réalisée par Felice Festa de l'université de Chieti, en appliquant des méthodes utilisées en chirurgie faciale. L'image peinte a fait l'objet d'une analyse détaillée par ordinateur et en 3D par Orest Kormashov, de l'université de Tallinn, Estonie ; Gianni Glinni, un ingénieur travaillant pour le Museo delle Antiche Genti di Lucania, et Helen Kokk, experte dans le design graphique en 3D. L'image recréée en trois dimensions a été comparée à d'autres images pouvant potentiellement représenter Léonard de Vinci, y compris l'emblématique portrait à la craie rouge exposé à Turin, le profil qui semble avoir été dessiné par l'élève de Léonard de Vinci, Francesco Melzi, le portrait peint présent dans la galerie des Offices et l'image découverte récemment dans le Codex sur le vol des oiseaux. Toutes les images révèlent un visage allongé dans les deux tiers inférieurs, excepté une. L'exception concerne le portrait de Turin, dont l'identité reste contestée.
Luigi Capasso, anthropologue à l'université de Chieti, et le colonel Gianfranco Di Fulvio, chef de l’équipe de la police scientifique de l'Arme des Carabiniers ont mené une enquête sur trois empreintes digitales présentent sur la peinture et l'une d'entre elles semble correspondre à l'empreinte digitale de l'index gauche retrouvé sur les perles noires du tableau de Léonard de Vinci La Dame à l'hermine,.

## Galerie d’images

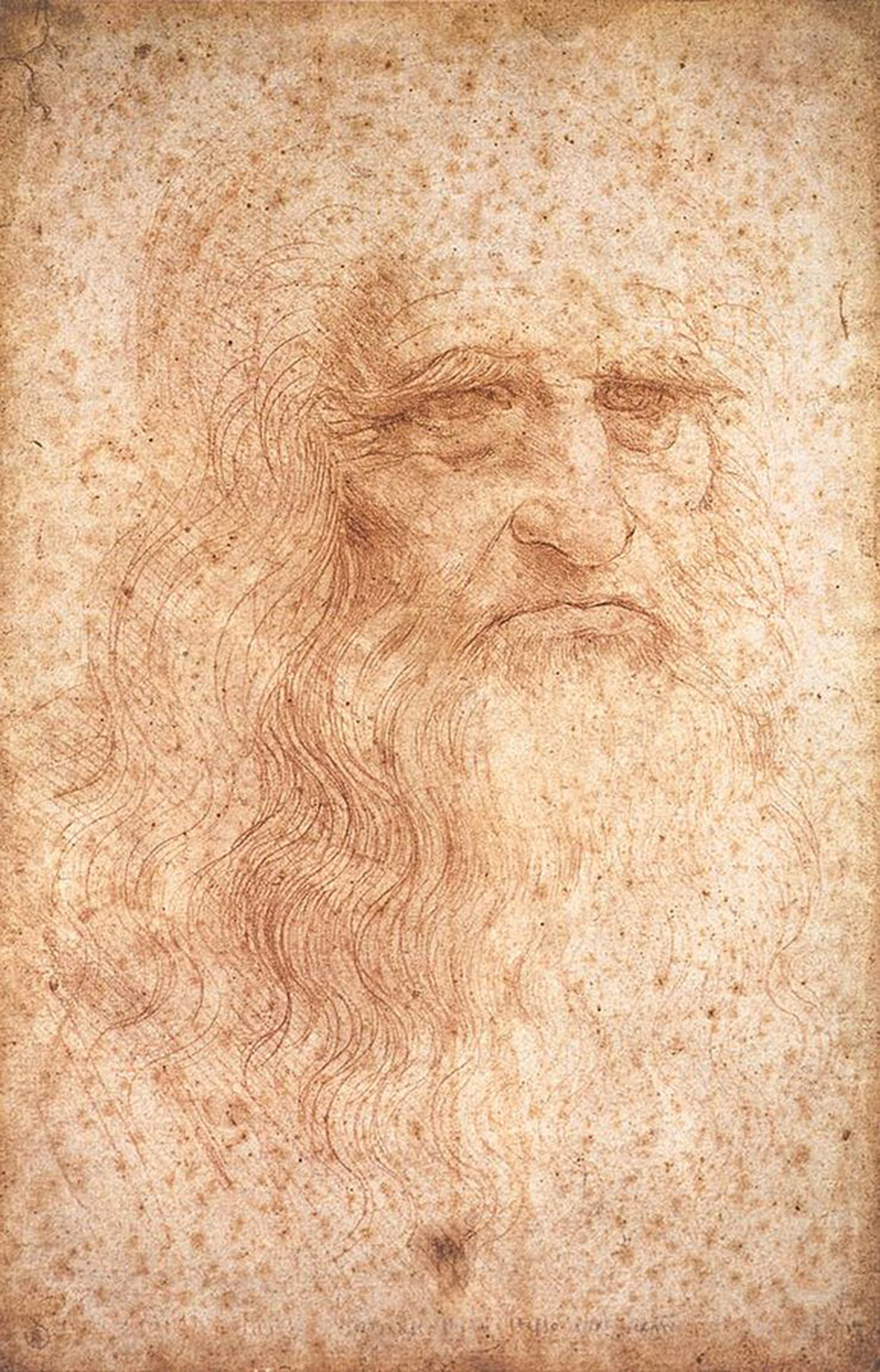
Autoportrait présumé de Léonard, dessin, Bibliothèque royale de Turin.
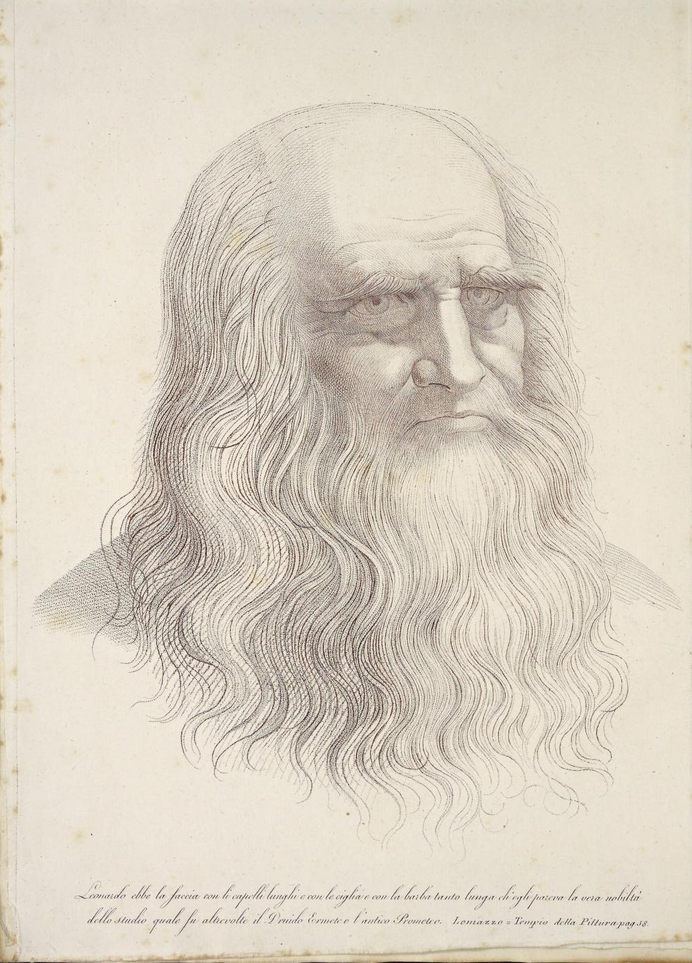
Gravure d'imagination publiée en 1810 par Giuseppe Bossi.
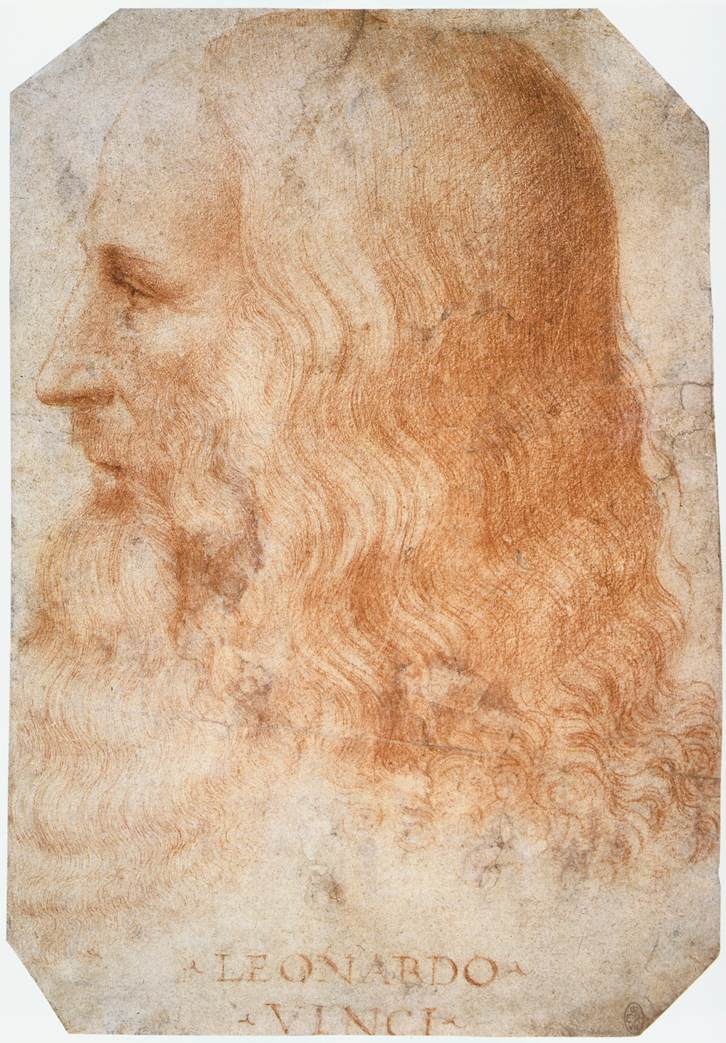
Portrait de Léonard de Vinci par son élève et assistant Francesco Melzi (Royal Librarian).
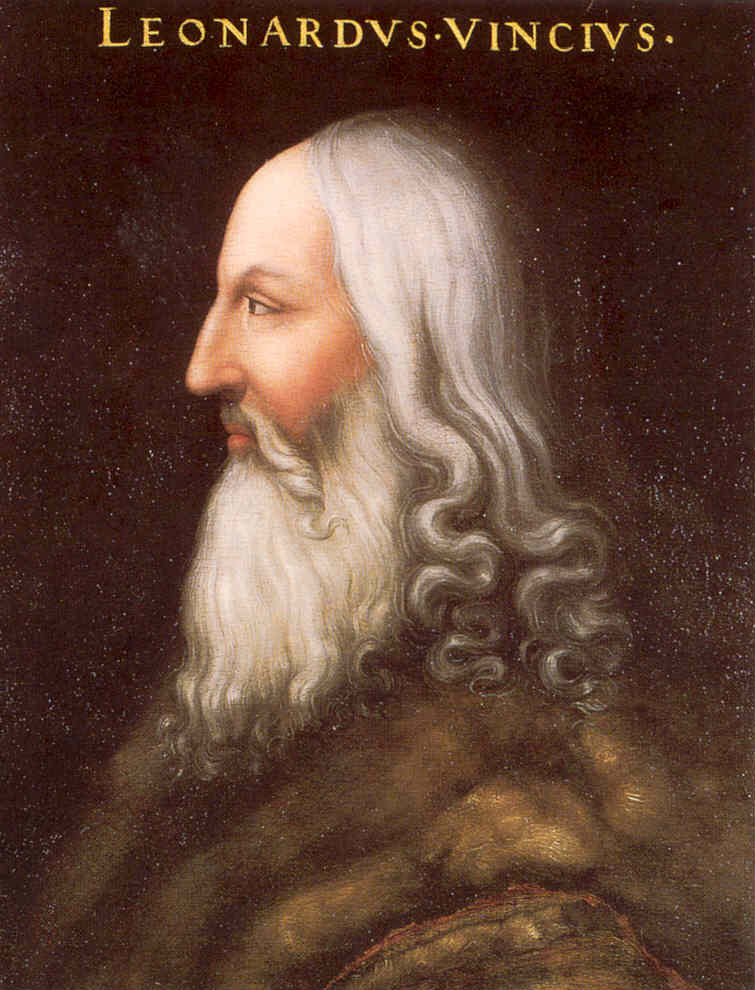
Portrait posthume de Léonard de Vinci par Cristofano dell'Altissimo, inspiré du dessin de Melzi (Galerie des Offices).
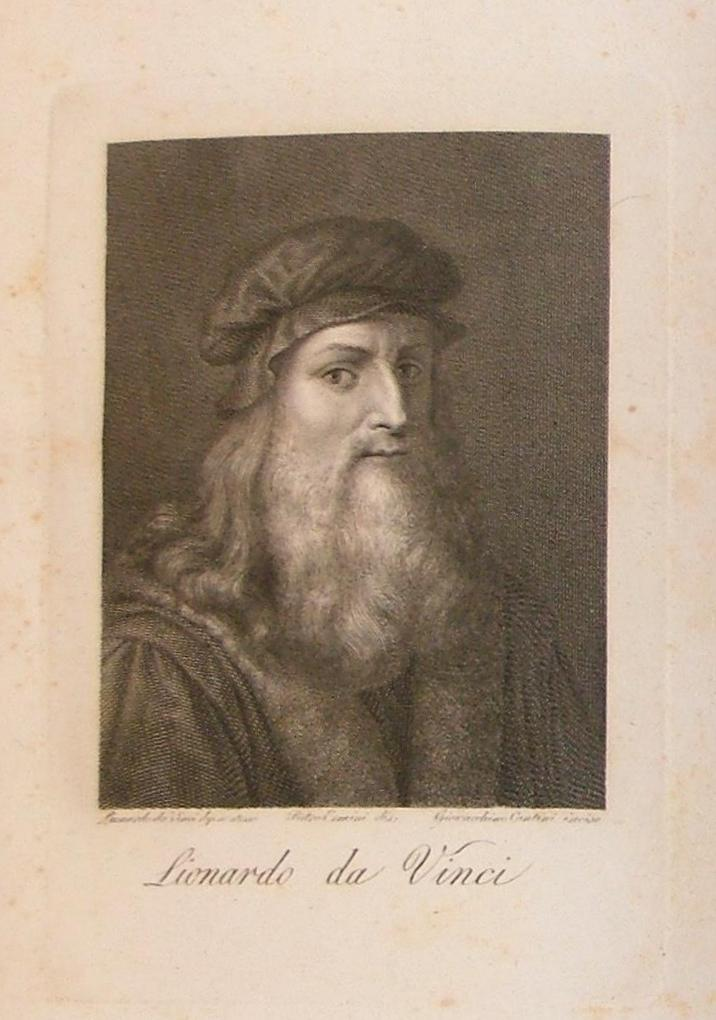
Gravure du napolitain Raffaello Sanzio Morghen datée de 1817 intitulée Leonardo da Vinci, elle est exécutée d'après Léonard par un témoin possible du tableau lorsqu'il se trouvait chez les Russo[14].
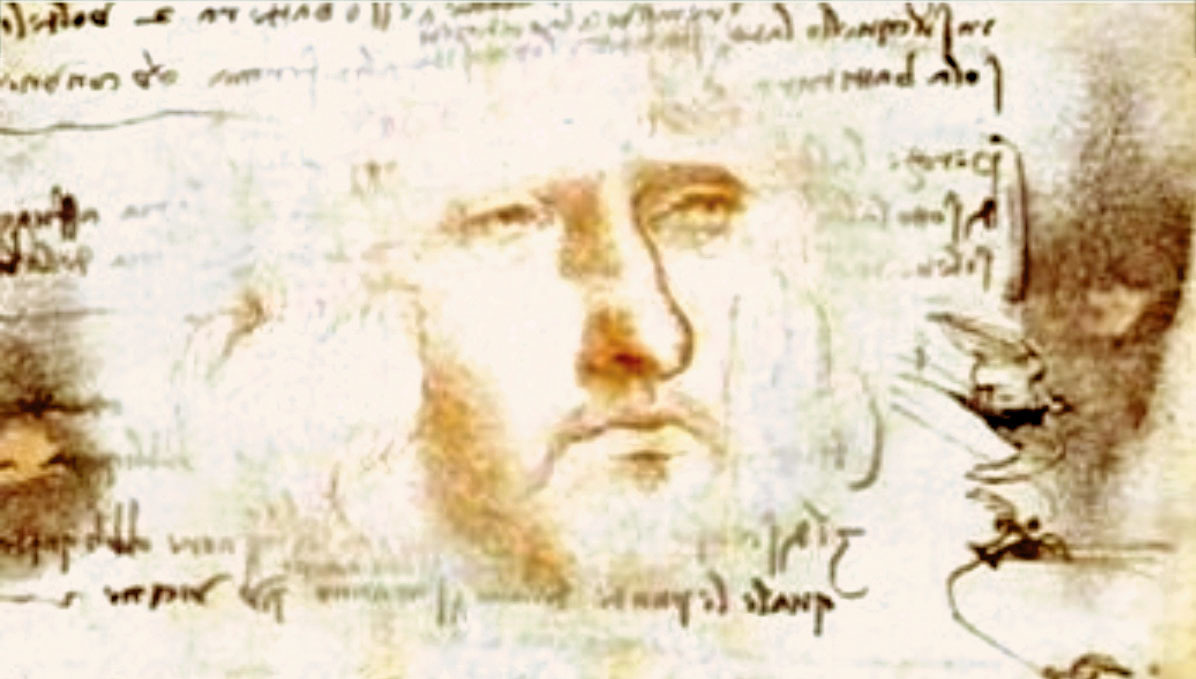
Portrait découvert dans le  Codex sur le vol des oiseaux, augmenté numériquement pour rendre l'image plus visible.